# Hockey Club Asiago 1935
Questa pagina contiene i dati relativi alla stagione hockeystica 1935 della società di hockey su ghiaccio Asiago Hockey.

## Campionato
- Piazzamento: solo serie minori

## Roster

### Portieri
- Achille Rigoni
- Giovanni Strazzabosco "Majona"

### Giocatori di movimento
- Aldo Ambrosini
- Bruno Caneva
- Giovanni Caneva
- Albino Carli
- Nereo Carli
- Antonio Fossa
- Angelo Guglielmi
- Dante Guglielmi
- Domenico Lorenzi
- Domenico Muraro
- Alessandro Rampazzo
- Leonino Rampazzo
- Salvatore Rigoni Nappa
- Valentino Rodeghiero
- Giacomo Scaggiari
- Piero Scaggiari

### Allenatore
Giuseppe Timpano